# Pécsvárad
Pécsvárad (Duits: Petschwar) is een stad (város) en gemeente in het Hongaarse comitaat Baranya. Pécsvárad telt 4069 inwoners (2007).

## Voetnoten
1. 1 2  A Magyar Köztársaság Helységnévkönyve, 2007 – Központi Statisztikai Hivatal